# Obdam
Obdam (anhörenⓘ) ist eine ehemalige Gemeinde in der niederländischen Provinz Nordholland, die auf einer Höhe von etwa 0 m NAP liegt. Am 1. Januar 2007 wurde sie mit Wester-Koggenland zur neuen Gemeinde Koggenland zusammengeschlossen.
Sie liegt etwa 35 km nördlich von Amsterdam an der Bahnlinie zwischen Alkmaar gut 10 km westlich und Hoorn 9 km östlich; die nächsten Autobahnen A7 und A9 liegen genau so weit entfernt.
Die Gemeinde ist noch überwiegend landwirtschaftlich geprägt, wenn auch mittlerweile natürlich die meisten Einwohner in der Industrie sowie im Dienstleistungssektor der Nachbarstädte beschäftigt sind.
Der Tourismus spielt bisher kaum eine wirtschaftliche Rolle, nicht zuletzt, da es keine bedeutenden Sehenswürdigkeiten in der Gemeinde gibt.

## Politik

### Sitzverteilung im Gemeinderat
| Partei               | Sitze | Sitze | Sitze | Sitze |
| Partei               | 1990  | 1994  | 1998  | 2002  |
| -------------------- | ----- | ----- | ----- | ----- |
| CDA                  | 5     | 4     | 5     | 5     |
| Gemeentepartij Obdam | 2     | 4     | 3     | 4     |
| VVD                  | 2     | 3     | 3     | 2     |
| PvdA                 | —     | 2     | 1     | 2     |
| D66                  | —     | —     | 1     | 0     |
| PvdA/PPR             | 2     | —     | —     | —     |
| Gesamt               | 11    | 13    | 13    | 13    |

## Bilder

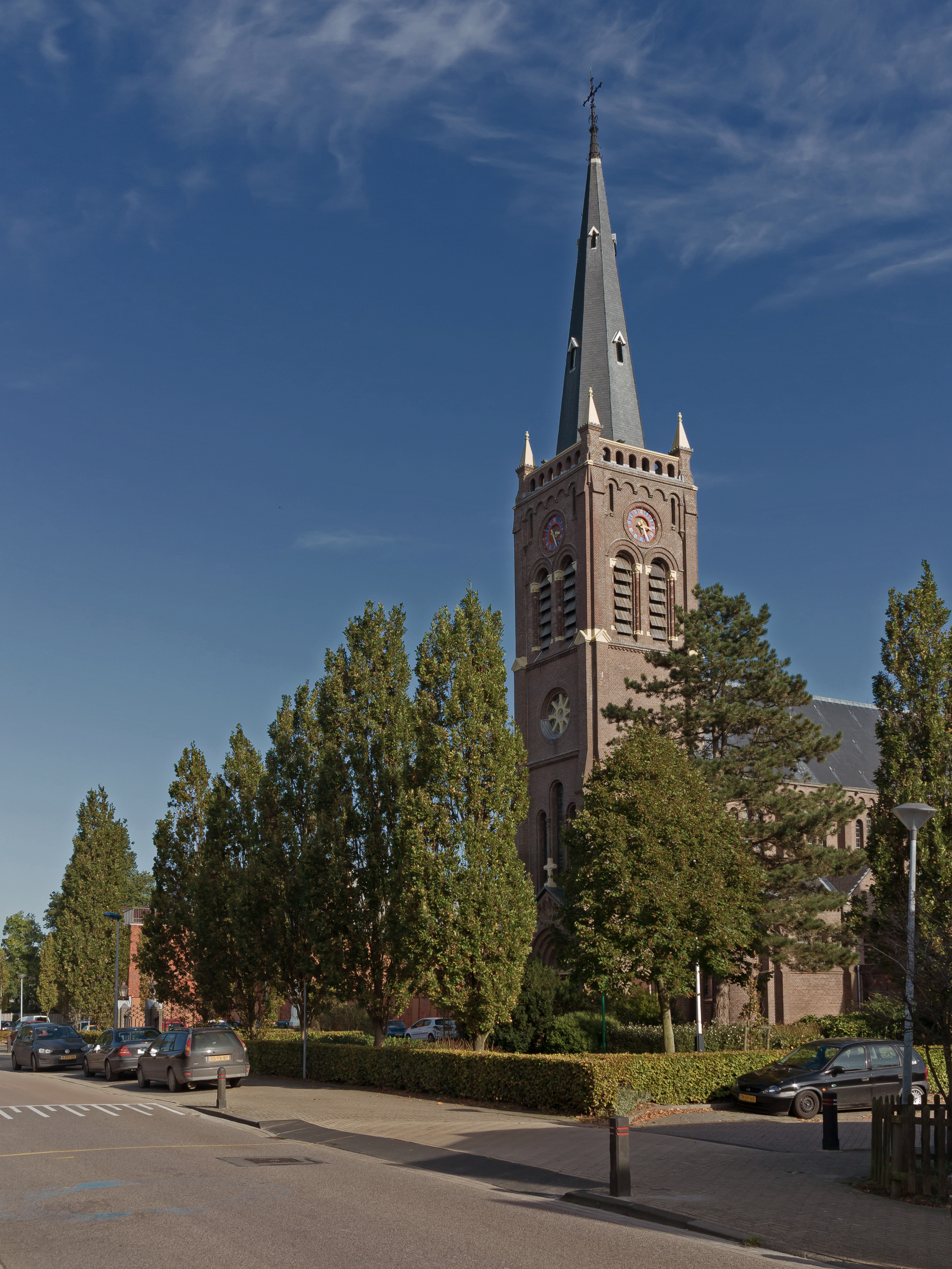
Kirche: de Sint Victorkerk
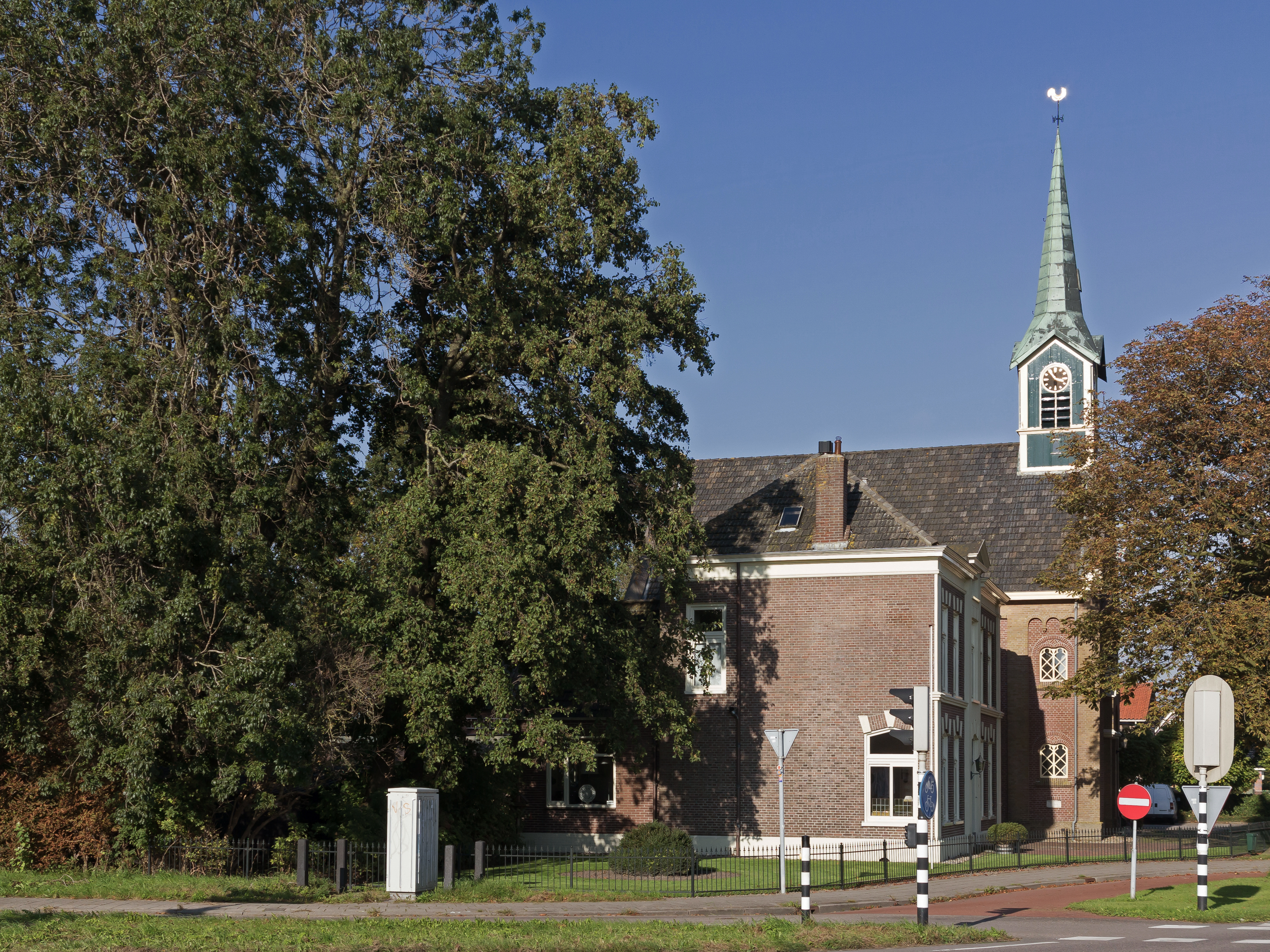
Reformierte Kirche
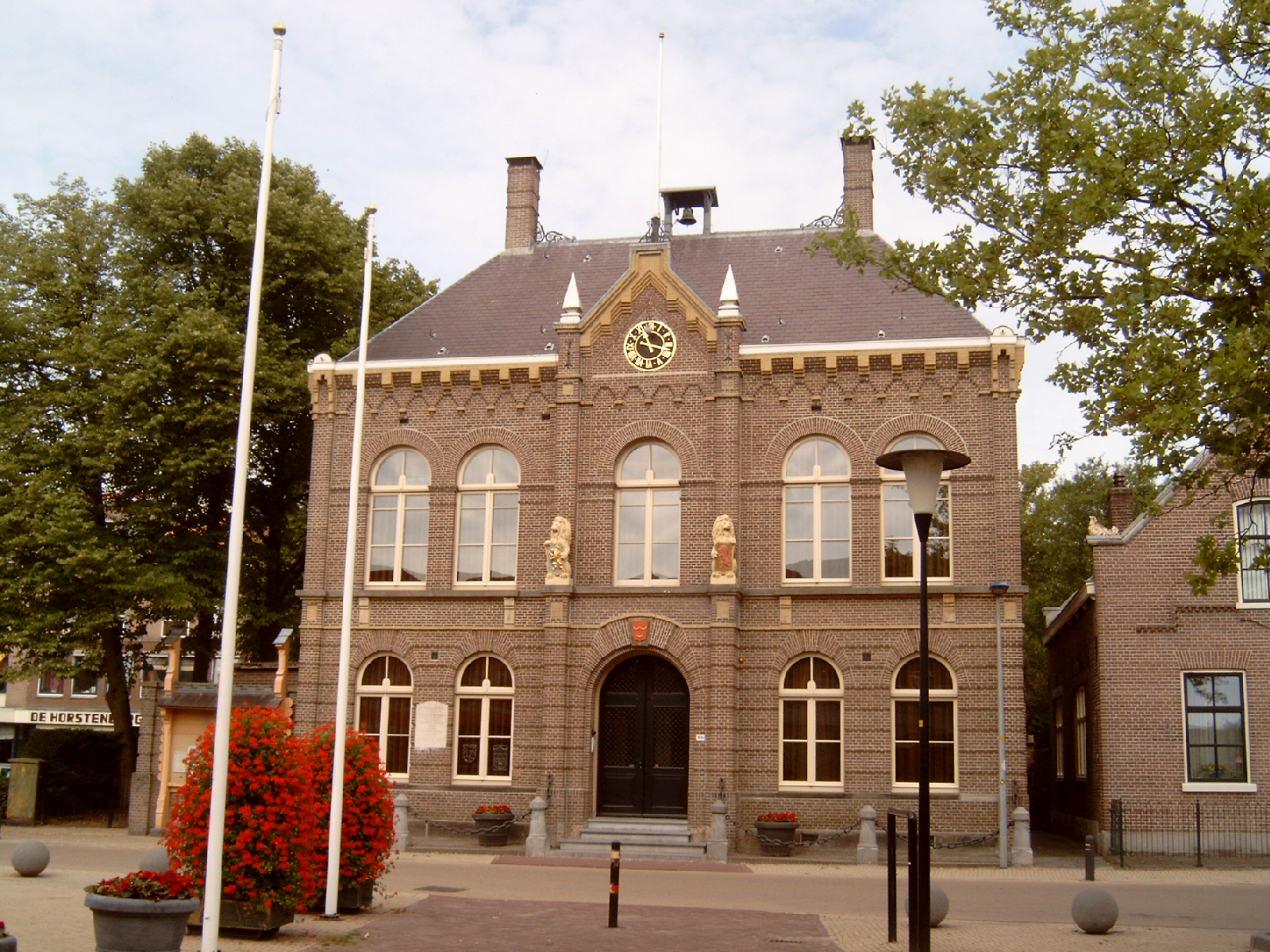
Früheres Rathaus